# Hampstead (Maryland)
Hampstead es un pueblo ubicado en el condado de Carroll en el estado estadounidense de Maryland. En el año 2010 tenía una población de 6323 habitantes y una densidad poblacional de 916,38 personas por km².

## Geografía
Hampstead se encuentra ubicado en las coordenadas 
39°36′37″N 76°51′5″O / 39.61028, -76.85139.

## Demografía
Según la Oficina del Censo en 2000 los ingresos medios por hogar en la localidad eran de $76.327 y los ingresos medios por familia eran $85.139. Los hombres tenían unos ingresos medios de $61.020 frente a los $53.359 para las mujeres. La renta per cápita para la localidad era de $32.883. Alrededor del 5.1% de la población estaba por debajo del umbral de pobreza.